# Yamamoto Ryotaro
Ryotaro Yamamoto (山本 凌太郎 Yamamoto Ryotaro, sinh ngày 7 tháng 12 năm 1998) là một cầu thủ bóng đá người Nhật Bản. Anh thi đấu cho Yokohama FC.

## Sự nghiệp
Ryotaro Yamamoto gia nhập câu lạc bộ tại J2 League Yokohama FC năm 2017. Vào ngày 21 tháng 6 năm anh ra mắt ở Cúp Hoàng đế Nhật Bản (v Zweigen Kanazawa).